# Prionapteryx plumbealis
Prionapteryx plumbealis là một loài bướm đêm trong họ Crambidae.